# Corinna Larsen
Corinna Larsen (Fráncfort del Meno; 28 de enero de 1964) es una empresaria alemana conocida también como Corinna zu Sayn-Wittgenstein por haber estado casada en segundas nupcias con el aristócrata alemán Casimir zu Sayn-Wittgenstein-Sayn (nacido en 1976). Después de su divorcio de Casimir en 2005, Corinna continuó utilizando el apellido, así como el título de princesa y el tratamiento de S.A.S. («Su Alteza Serenísima»). La familia zu Sayn-Wittgenstein está enfrentada con la empresaria por seguir usando el título, sobre todo desde la boda del alemán con la modelo norteamericana Alana Camille Bunte en 2019.
Desde 2006, sus apariciones en los medios estuvieron ligadas a su relación amorosa con el entonces rey de España Juan Carlos I. Durante la misma, Corinna organizó viajes del monarca, como una cacería de elefantes en Botsuana en 2012 a resultas de la cual hubo de ser repatriado a España y hospitalizado. También le acompañó en regatas, fue representante suyo ante magnates extranjeros, y actuó como intermediaria en transacciones con altos dignatarios y empresarios de Rusia y de Arabia Saudí.
Tras su ruptura con Juan Carlos I, de quien había recibido 100 millones de dólares —regalo del rey de Arabia Saudí— como donación irrevocable, en 2018 contrató a la agencia de detectives suiza Alp Services con el encargo de investigar a catorce amigos de Juan Carlos I, «arruinar la reputación» del fiscal suizo Yves Bertossa, encargado de la investigación abierta contra ella en la nación helvética por blanqueo de capitales, y elaborar un «plan de acción» para la publicación de informaciones favorables en Wikipedia y otros medios digitales. Por dichos servicios abonó, en enero de 2021, 130 000 francos suizos (125 686 euros) a la agencia de detectives.

## Biografía
Corinna Larsen es hija del húngaro-danés Finn Bönning Larsen (1920-2009), que trabajó como ejecutivo de la línea aérea brasileña Varig en Europa, y de la alemana Ingrid Sauerland Larsen, que también tuvieron un hijo varón, Sven Erik. Corinna tiene otros dos hermanos mayores en Dinamarca, Anne y Søren, fruto de un matrimonio anterior de su padre con Helén Gersløv.

### Matrimonios
Corinna se ha casado en dos ocasiones:
- La primera, a los 25 años, con el empresario británico Philip Adkins (algunos medios lo identifican como Philip J. Adkins),[2] con el que tuvo en 1992 una hija de nombre Anastasia Adkins.[11] Adoptó su apellido, hasta que diez años más tarde se volvió a casar.
- La segunda boda civil en Londres en 2000, pero nunca religiosa, con el aristócrata alemán Johann Casimir zu Sayn-Wittgenstein-Sayn, del que se divorció en 2005, tras tener en 2002 un hijo con él, de nombre Alexander Kyril.[11][12] Corinna usa su apellido aún en la actualidad, a pesar de estar divorciados.

Entre ambos matrimonios se le adjudicaron relaciones con Gert-Rudolf Flick, Mick para los amigos, millonario con residencia en Suiza, nieto del fundador de uno de los grandes consorcios industriales de la República Federal (que incluye Mercedes-Benz) y que cuenta con tres matrimonios en su haber.

### Tras su segundo divorcio
En los últimos años Corinna ha dado a conocer en los salones y eventos de la jet set europea, presentándose como princesa. Alega dedicarse a los negocios y mantiene una intensa vida social. Ha fundado «Auténticos» (Authentics Foundation) junto con Frederick Mostert, Timothy Trainer y Chen Xuemin, una fundación dedicada a sensibilizar contra las redes de blanqueo de dinero, cárteles de la droga, paramilitares y el trabajo infantil.
El nombre de Corinna apareció por primera vez en la prensa en 2006 con motivo de su relación con el rey Juan Carlos I de España, al que supuestamente conoció ese año en una cena en Ditzingen (Alemania). Corinna trabajó como responsable de la agencia Boss Sporting, donde organizaba safaris de lujo para clientes de alto perfil entre los que se incluía el rey de España. Diversas fuentes han señalado que, en desarrollo de esa actividad, habría asistido al viaje a Botsuana en el que don Juan Carlos se fracturó la cadera el 13 de abril de 2012.
Pilar Eyre, en su libro La soledad de la reina, la describe como una mujer atractiva con gran influencia sobre el jefe de Estado español. Se ha publicado que el príncipe saudí Al Waleed Bin Talal, presidente de la Kingdom Holding Company, recibió en 2007 a Corinna zu Sayn-Wittgenstein en Riad como «representante de S. M. el rey Juan Carlos I de España». La Zarzuela ha declarado oficialmente que «no tiene constancia de que Corinna zu Sayn-Wittgenstein haya representado a Su Majestad en ninguna ocasión». A pregunta del The New York Times en 2012, Corinna zu Sayn-Wittgenstein consideraba a Juan Carlos I como «un amigo de la familia» y catalogaba su actividad profesional en España como de «asesoría al gobierno español a través de su empresa Apollonia Associates en temas relacionados con Oriente Medio». En 2010 Corinna residía con sus hijos en un chalet de El Pardo.
Durante 2013 se trasladó a Mónaco para trabajar como consejera personal de Alberto II, y, en particular, como asesora de imagen de su esposa Charlene. Sin embargo, en 2017, Corinna y la familia de su exmarido, el príncipe Casimir zu Sayn-Wittgenstein-Sayn, se enfrentaron por el uso del título de princesa en Corinna, siendo ilegal en su caso, pero usándolo ella, al formar parte de la cláusula del divorcio, que ocurrió en 2005; más adelante, Corinna perdería su título de princesa por la futura boda entre su exmarido y la modelo Alana Bunte, en 2018.

## Casos judiciales

### Caso Noos
En 2013, durante la instrucción del denominado «Caso Nóos», Diego Torres y su defensa trataron de implicar a Corinna, entre otras personas cercanas al rey, mediante la publicación de correos electrónicos cruzados en los años 2004 a 2007. En particular, se publicó que Iñaki Urdangarin requirió que Corinna le colocara con una fuerte retribución en la Fundación Laureus, dedicada al fomento del deporte, en concreto por una cifra de 200 000 euros anuales.Asimismo, en ese mismo año, el diputado Ricardo Sixto (EUPV) anunció una iniciativa parlamentaria sobre la participación de Larsen y Jaime de Marichalar en el Valencia Summit de 2004.

### Caso Carol
Dentro del macrosumario Tándem, el denominado Caso Carol comenzó en julio de 2018, cuando se filtraron unos audios del comisario José Manuel Villarejo reunido en abril de 2015 con Larsen y el expresidente de Telefónica Juan Villalonga. La interesada deseaba defenderse de un supuesto hostigamiento por parte del CNI español para que no revelara secretos de Estado. En los audios filtrados Larsen atribuía a Juan Carlos I "el cobro de comisiones y el uso de testaferros para ocultar una supuesta fortuna en Suiza y un terreno en Marrakech".Sin embargo, en septiembre de 2018 el magistrado De Egea archivó la causa pues Larsen no aportó pruebas concretas en su supuesto uso de testaferro por Juan Carlos I.
Tras el hallazgo de una cuenta suiza del monarca, el juez de la Audiencia Nacional Manuel García-Castellón abrió una línea de investigación dentro del caso Villarejo denominada Pieza Carol.En julio de 2020, se investigaron entonces nuevos audios en los que Larsen intermedia con Villarejo para asesorar a Zac Goldsmith y su hermano,  El magistrado imputó a Larsen por contratar al ex comisario Villarejo supuestamente cuando aún era policía en activo. Sin embargo, no había pruebas de ello. Pocos meses después, el juez cerró la pieza a petición del ministerio público.

### Causa suiza
En julio de 2020, Larsen fue investigada en Ginebra por blanqueo agravado de capitales para explicar por qué recibió de Juan Carlos I una donación de 64.8 millones de euros.  La Fiscalía ginebrina se centró en dilucidar si el origen de la cuantía provenía de presuntas comisiones a Juan Carlos I por la adjudicación de las obras del AVE entre Medina y La Meca, en el que el contrato a un consorcio de 12 empresas españolas ascendió a 6.500 millones. Esa pieza acabó cerrada en 2021.

### Causa británica
Tras el cierre de la pieza Carol en España, Larsen denunció entonces al rey Juan Carlos por el presunto hostigamiento ante la justicia británica. Larsen demandó 146 millones de euros al monarca por el presunto acoso sufrido. El ex monarca defendió su inmunidad porque el CNI protegía «actos soberanos». En octubre de 2023, la jueza Rowena Collins Rice desestimó la demanda por carecer de competencia para juzgarle en el Reino Unido.